# 美原通り (桐生市)
美原通り（みはらどおり）は、群馬県桐生市宮前町から美原町を経て三吉町に至る道路の通称である。
桐生市陸上競技場から桐生市営住宅錦町団地までの直線区間は、織物会社の発電所水路の跡地を利用して開通した。

## 概要
桐生市の八区・三区・四区を弧状に結ぶ幹線街路で、桐生市街地の内環状道路を構成している路線の一つである。宮前町一丁目の群馬県道3号前橋大間々桐生線から、元宿町・清瀬町・美原町・織姫町・錦町三丁目を経由して、三吉町二丁目の中通りに至る。錦町三丁目の錦町通りとの交差点を境に北西方面が都市計画道路「美原線」、南東方面が都市計画道路「錦琴平線」である。中通り大橋北詰から琴平町の昭和橋までの区間は未開通である。
元宿町にある水道橋で両毛線と交差しており、水道橋に並行して元宿浄水場と堤町の高区・低区配水池を結ぶ揚水管が通じている。
おりひめバス広沢線・梅田線・川内線・相生線の各系統が、桐生駅北口から織姫町・美原町を経て桐生大橋方面を結んでおり、厚生病院前にバス停が設置されている。
毎年1月1日に行われる全日本実業団対抗駅伝競走大会（ニューイヤー駅伝）の走路の一部で、織姫町の新川橋通りから当路線に入って南東に進み、錦町三丁目で錦町通りを南西に進んで錦桜橋方面に至る経路となっている。

## 東洋堀
1887年（明治20年）、現在の織姫町に日本織物会社が設立された。絹綿交織の繻子を一貫工程で製造していた日本織物は、渡良瀬川からの引水による発電所を有していた。1902年（明治35年）、日本織物会社は解散となり、その後は、桐生織物会社、日本製布、東洋織布、富士紡績桐生工場と変遷した。発電所水路は「東洋掘」と呼ばれ、水路の両脇に杉並木があり、市民の憩いの場となっていたが、美原通りの開通によって東洋掘は姿を消し、杉並木も片側のみとなり、厚生病院の新築後は、わずかな区間に残る杉並木と発電所跡が、大工場があった当時の面影を伝えている。

## 交差・接続する道路
- 宮前町一丁目 - 赤岩橋通り（赤岩線、群馬県道3号前橋大間々桐生線）
- 元宿町 - 昭和通り
- 美原町 - 清瀬通り（桐生大橋線）
- 織姫町 - 新川橋通り
- 錦町三丁目 - 錦町通り（群馬県道68号桐生伊勢崎線）
- 中通り大橋北詰 - 中通り（中通り大橋線）

## 沿線
- 桐生宮前町郵便局
- 両毛線・わたらせ渓谷線
- 桐生市立元宿保育園
- 元宿浄水場
- 元宿庭球コート
- 桐生市陸上競技場
- 桐生市消防本部
- 桐生市立商業高等学校
- 桐生市学校給食中央共同調理場
- 藤屋食堂
- 桐生警察署
- 群馬県立赤城特別支援学校桐生厚生総合病院内教室
- 桐生厚生総合病院
- 桐生市立昭和公民館
- 桐生市立中央中学校
- 桐生市市民文化会館（旧桐生市産業文化会館）
- 桐生地域地場産業振興センター
- 桐生市勤労福祉会館
- 群馬県営住宅織姫団地
- 桐生市営住宅織姫団地
- 桐生市営住宅錦町団地